# 米哈伊尔·米哈伊洛维奇·科兹洛夫
米哈伊尔·米哈伊洛维奇·科兹洛夫（俄语：Михаил Михайлович Козлов，1917年11月5日—2004年3月15日），苏联军事领导人，1979年晋升大将。1979年至1986年担任总参军事学院院长。

## 生平
1917年生于坦波夫省斯塔罗谢斯拉维诺村的一个农民家庭。1936年参加工农红军。1939年毕业于坦波夫步兵学校。1941年参加苏德战争，在南部方面军任步兵团副参谋长。1942年7月，任沃罗涅日方面军步兵第237师第838团参谋长。1944年10月，任乌克兰第一、第二方面军步兵第232师参谋长。
1946年至1949年在伏龙芝军事学院深造，毕业后在苏军总参谋部工作。1955年毕业于总参军事学院，历任北高加索军区作战训练处处长，作战部副部长、部长。1960年11月，任基辅军区作战参谋长。1961年11月，任苏军驻德集群作战部部长。1967年5月，任后贝加尔军区参谋长。1968年5月转入苏军总参谋部工作，1969年10月任总参谋部作战部部长。1974年3月，任总参谋部第一副总参谋长。1979年2月，任总参军事学院院长，同时晋升大将。1986年9月转入苏联国防部总监察组，1992年退役。1976年至1981年，任苏共中央候补委员。2004年3月15日在莫斯科逝世，葬于特罗耶库罗夫公墓。

## 军衔
- 少将（1958年2月18日）
- 中将（1967年10月25日）
- 上将（1970年4月29日）
- 大将（1979年2月2日)